# 裕兴街道
裕兴街道，是中华人民共和国河北省石家庄市裕华区下辖的一个乡镇级行政单位。

## 行政区划
裕兴街道下辖以下地区：
八五零社区、东王社区、华兴小区社区、南王社区和裕翔园社区。